# Cable & Wireless
 (novembre 2014).
Cable & Wireless était une entreprise britannique spécialisée dans la fourniture de services de télécommunications. La société est présente au Royaume-Uni où elle est le deuxième plus important fournisseur de services pour les entreprises après BT. 
En mars 2010, Cable & Wireless s'est séparé en deux entités distinctes : Cable & Wireless Communications et Cable & Wireless Worldwide qui a été achetée en juillet 2012 par Vodafone.

## Présence mondiale
Cable & Wireless fournit des services de télécommunications aux entreprises ainsi que sur le marché intermédiaire (autres opérateurs, FAI etc.) dans le monde entier. Cable & Wireless dispose également d'une branche internationale et de participations émiettées dans différents pays en Europe, en Asie et aux États-Unis
Cable & Wireless est présent dans 33 pays, via 25 filiales et 9 coentreprises. Il s'agit souvent d'anciennes colonies britanniques où, du fait de son ancien statut de service public britannique, Cable & Wireless est historiquement le principal fournisseur de services de télécommunications fixes et mobiles. Il s'agit aussi souvent de micro états devenus dans la période récente des paradis de l'investissement off-shore, qui ont vu s'implanter un nombre important d'établissements bancaires et financiers, faisant un usage intensif de services de télécommunications à l'échelle internationale. 
Cable & Wireless est présent dans de nombreux États insulaires des Caraïbes : Anguilla, Antigua-et-Barbuda, Barbade, Bermudes, Îles Caïmans, Dominique, Grenade, Îles vierges britanniques, Jamaïque, Montserrat, Saint-Christophe-et-Niévès, Sainte-Lucie, Saint-Vincent-et-les-Grenadines, Îles Turks-et-Caïcos.
Autres zones de présence : Jersey, Guernesey, Île de Man, Macao, Monaco, Ascension, Panama, Afghanistan, Seychelles, Îles Salomon, Maldives, Sainte-Hélène, Ascension et Tristan da Cunha, Diego Garcia, Malouines, Fidji, Algérie, Tunisie, Vanuatu.

## Histoire de la société

### Pendant plus d'un siècle, opérateur historique de l'ex-empire britannique

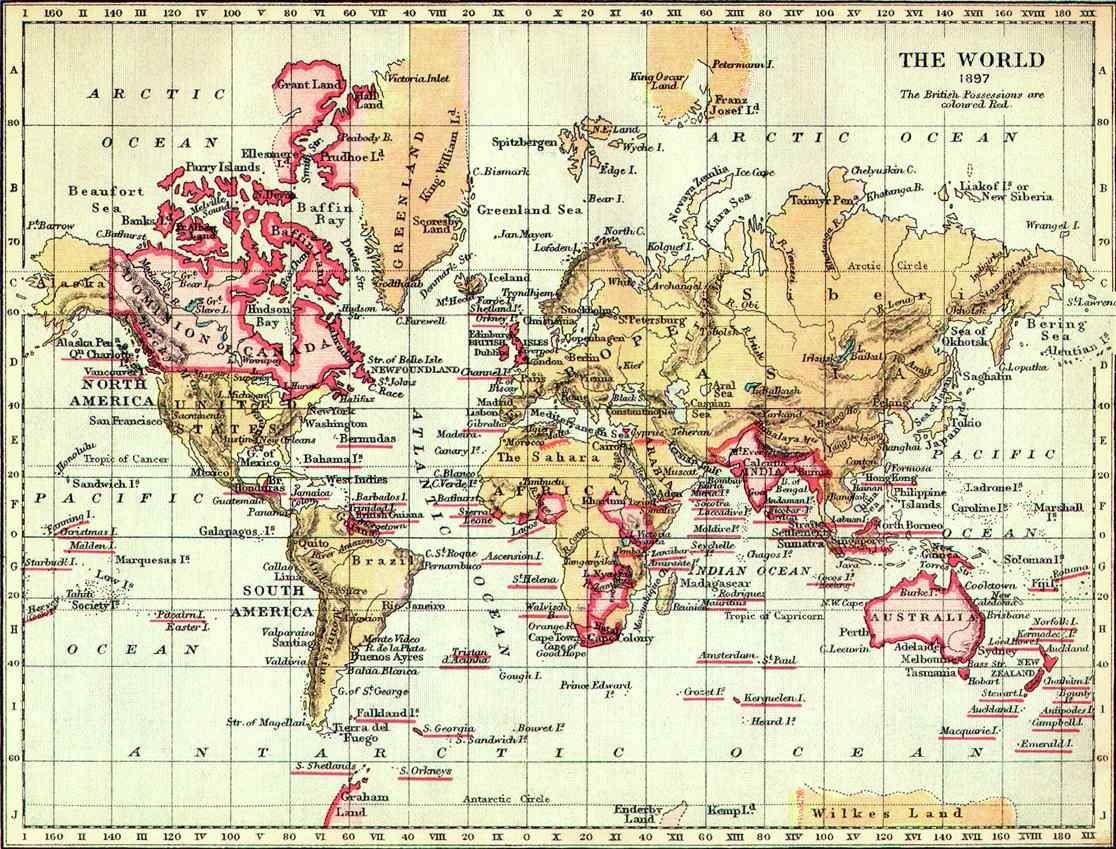
L'Empire britannique (rose) en 1897. Dans les années 1960, apparait le mot suivant concernant C&W : « The sun has set on the British Empire, but not on the far-flung holdings of C&W » littéralement « le soleil s'est couché sur l'Empire britannique, mais pas sur les filiales lointaines de C&W » sous entendu « L'Empire britannique est peut-être mort, mais pas l'emprise mondiale de C&W ».

Ses origines remontent à la deuxième moitié du XIXe siècle, avec la création de compagnies spécialisées dans la pose et l'exploitation de réseaux de télégraphie. 
Les firmes de négoce, les banquiers et les armateurs du Royaume-Uni ont d'importants intérêts en Méditerranée, en Afrique du Sud, en Inde, dans les Caraïbes ("West Indies"), en Amérique du Nord et surtout en extrême orient dans les grands ports chinois. Hong Kong en particulier joue un rôle central en tant que plate-forme de collecte, d'échange et d’accès vers l'ensemble de l'Asie du sud-est. 
Des câbles sous-marins ("cable") et, après la Première Guerre mondiale, des réseaux de télégraphie sans fil (TSF "wireless") reliant les principaux nœuds d'échanges financiers et commerciaux sont indispensables aux activités de négoce et bancaires.
- 1869 - création de la "Falmouth, Gibraltar and Malta Cable Company" et de la "British Indian Submarine Telegraph Company", qui prolongent le câble Anglo-Méditerranéen (reliant Malte à Alexandrie) vers la Grande-Bretagne et l'Inde. La liaison Londres - Bombay est achevée en 1870, et en 1872 les sociétés fusionnent avec les compagnies de télégraphe de Malte, Alger et Marseille pour former l'"Eastern Telegraph Company", avec un certain Sir John Pender comme Président.
- 1902 - La société devient la "Eastern and Associated Telegraph Companies" avec des extensions des liaisons télégraphiques vers les Caraïbes, vers l'Australie et vers l'Afrique du Sud.
- 1928 - Après la première guerre mondiale, plusieurs sociétés de télégraphie sans fil (TSF) (notamment la « Wireless Telegraph Company » de Marconi) se font concurrence. Le gouvernement pousse ces compagnies à se regrouper afin de rendre plus efficaces les moyens de communications dans l'empire britannique. La société unique ainsi formée s'appelle tout d'abord la « Imperial and International Communications Ltd »
- 1934 - Changement de nom en « Cable & Wireless »
- 1945 - Victoire du « parti travailliste » aux élections générales qui conduit à la nationalisation de Cable & Wireless en 1947.

### 1983: Pionnier au R.U. et en Europe de la libéralisation des télécoms

1er opérateur alternatif au Royaume-Uni en 1983. Après absorption de concurrents, devient Cable & Wireless Communications en 1996. L'activité "grand public" est cédée à NTL en 1999

- 1979 - Arrivée au pouvoir du parti conservateur conduit par Margaret Thatcher qui amorce la privatisation de nombreux secteurs de l'économie. La privatisation de Cable & Wireless est annoncée en 1980 et devient effective en Novembre 1981.
- Février 1983 - Création de Mercury Communications, le premier opérateur alternatif au Royaume-Uni. Cable & Wireless contrôle 80 % de cette société à côté de Bell Canada (20 %). Mercury Communications se voit octroyer une licence d'opérateur en février pour construire un réseau téléphonique national concurrent à BT, et en mars il lance ses premiers services à Londres. Le Royaume-Uni est le premier pays en Europe à ouvrir son marché à la concurrence. Dans la plupart des autres pays, il faudra attendre 1998 pour voir apparaitre des opérateurs concurrents à l'opérateur historique.

### 1990: cherche à profiter de la libéralisation sur les autres marchés
À la suite du Royaume-Uni, le continent européen procède à la privatisation des opérateurs historiques et à l'ouverture du marché des télécommunications à la concurrence. Cable & Wireless n'y réalise que 1 % de son chiffre d'affaires total. Le continent européen est l'une des régions de développement privilégiées de l'opérateur britannique où il procède à des prises de participations tous azimuts, tout comme en Asie, dans la zone Caraïbes et en Amérique du Nord. Au Royaume-Uni, le groupe fait face à une concurrence accrue du fait de l'arrivée de nouveaux concurrents dans le fixe et il doit également investir dans les télécommunications mobiles. 
- 1991 - Le spécialiste américain des téléphones mobiles Motorola vend à Cable & Wireless la participation de 40 % qu'il possédait dans Mercury Personnal Communications (MPC), l'un des trois opérateurs de téléphone mobile PCN en Grande-Bretagne. Cable & Wireless prend le contrôle de cette société
- Octobre 1991 - Cable and Wireless négocie pour rentrer dans le capital de US Sprint, qui occupe la troisième place aux États-Unis (derrière AT&T et MCI) sur le marché des télécommunications longue distance.
- Novembre 1991 - Création de deux coentreprises en Russie avec des partenaires locaux pour déployer des réseaux numériques de téléphonie fixe dans deux régions dans l'extrême-est du pays.
- Janvier 1992 - GTE vend à l'opérateur américain United Telecommunications sa participation de 19 % dans l'opérateur US Sprint. Cette opportunité échappe de peu à Cable & Wireless qui la convoitait depuis plusieurs mois. US Sprint occupe la troisième place aux États-Unis (derrière AT&T et MCI) sur le marché des télécommunications longue distance. Les 80 % restants du capital appartiennent déjà à United Telecom. France Telecom, Deutsche Telekom, BT et Bell Canada étaient également sur les rangs.
- Mars 1992 - La filiale de téléphone mobile PCN Mercury Personal Communications (MPC) de Cable & Wireless fusionne avec Unitel, un autre opérateur mobile britannique appartenant au Baby Bell américain US West, au canadien Northern Telecom et au britannique Thorn EMI. Cable & Wireless rassemble par ailleurs ses services aux entreprises au sein d'une entité baptisée "Cable Wireless Business Network", qui va se concentrer sur les marchés historiques: Grande-Bretagne, Japon et États-Unis.
- Janvier 1994 - La Lettonie retient un consortium emmené par Cable & Wireless (70 %) pour moderniser l'opérateur historique Lattelekom et son réseau. L'investissement représente 160 millions de dollars sur trois ans.
- Mars 1994 - Cable & Wireless prévoit d'investir 200 millions de livres pour moderniser le réseau de Mercury, afin de pouvoir offrir des services de réseau intelligent.
- Avril 1994 - Alliance entre Cable and Wireless, l'opérateur Bell Canada International et deux sociétés américaines du secteur (Jones Intercable et Jones Global Group) visant à regrouper leurs activités dans le câble en Grande-Bretagne.De 1994 à 1999, Cable & Wireless détient 20 % du troisième opérateur mobile français

De 1994 à 1999, Cable & Wireless détient 20 % du troisième opérateur mobile français

- Mai 1994 - En France, le gouvernement procède à la désignation d'un troisième opérateur de réseau de téléphonie mobile. Un consortium appelé Bouygues Telecom se porte candidat. Emmené par le groupe de BTP Bouygues, il comprend le groupe de mobilier urbain JCDecaux, des banques (BNP, Paribas), et trois sociétés ayant déjà une expérience dans l'exploitation de réseaux de téléphone mobile: l'opérateur allemand Veba, l'opérateur américain US West et Cable & Wireless.
- Juin 1994 - Cable & Wireless négocie une prise de participation minoritaire importante dans l'opérateur historique en Biélorussie.
- Septembre 1994 - Arrivée d'un troisième opérateur de services fixes sur le marché britannique, déjà extrêmement concurrentiel: Energis (filiale de National Grid).
- Décembre 1994 - Cable & Wireless, qui fait face à une concurrence exacerbée sur le marché britannique, restructure sa filiale Mercury (suppression de 22 % des effectifs soit 2 500 emplois dont 500 contrats intérimaires, fermeture de 2 700 cabines téléphoniques) et amorce un recentrage progressif sur le marché des entreprises. BT, qui fête au même moment le dixième anniversaire de sa privatisation, a déjà supprimé près de 89 000 emplois.
- Mai 1995 - Présence en Israël: le gouvernement Israélien prévoit d'ouvrir un quart du capital de Bezeq, l'opérateur historique. BT a déjà formé un consortium en Israël. Cable & Wireless se positionne également sur ce marché et prend une participation de 7 % dans Bezeq[3].
- Juin 1995 - Cable & Wireless se porte candidat pour l'obtention de la troisième licence de téléphonie mobile en Italie[4].
- Juin 1995 - Cable & Wireless signe un accord stratégique avec Veba, un groupe allemand important (parmi les dix premières entreprises du pays), diversifié (production d'électricité, produits chimiques, négoce et transports), qui souhaite investir dans les télécommunications à la faveur de l'ouverture à la concurrence prévue en 1998[5]. Cable & Wireless prend une participation de 45 % (1,9 milliard de DM) dans Vebacom, la filiale télécommunications de Veba. Les partenaires projettent d'intégrer leurs diverses participations en Europe au sein de l'entité Cable & Wireless Europe[6].

### Deuxième moitié des années 1990: réorganisation & redéploiement
Cette période voit l'arrivée de nouveaux dirigeants (notamment Dick Brown) qui vont mettre en place une stratégie claire qui consiste à se concentrer sur les positions fortes de la société en Grande-Bretagne (premier concurrent de BT), à Hong Kong (participation très profitable dans l'opérateur principal Hong Kong Telecom, tête de pont pour le marché chinois) et en Australie (participation dans Optus). À l'inverse le groupe se désengage des projets dans lesquels il est minoritaire (comme Bouygues Telecom en France). Cable & Wireless rachète le réseau dorsal Internet de l'opérateur américain MCI et cherche à proposer des services sans coutures à destination des grandes entreprises multinationales.
- Novembre 1995 - Différend à la tête de Cable & Wireless: Le président (lord Young) et son directeur général (James Ross) sont poussés à quitter la société. Ils avaient exprimé publiquement leur désaccord avec la stratégie du groupe[7].
- Mars 1996 - Euphorie boursière et sueurs froides chez les concurrents européens: la presse anglaise révèle l'existence de discussions depuis plusieurs mois entre l'opérateur historique BT et son concurrent Cable & Wireless en vue d'une OPA du second sur le premier estimée entre 33 et 35 milliards de livres. A quelques exceptions près (notamment Mercury au Royaume-Uni), les deux groupes sont très complémentaires. L'opération permettrait de créer le premier groupe de télécommunications en Europe et à l'international de disposer d'une présence et d'un réseau d'accords sans équivalent[8]. Les discussions achoppent en mai 1996.
- Octobre 1996 - Sur le marché du fixe britannique, Cable & Wireless signe un accord qui conduit à la fusion de sa filiale Mercury avec trois câblo-opérateurs Bell Cablemedia, Videotron (n°6 britannique, valeur 1 milliard de dollars) et Nynex, donnant naissance à Cable & Wireless Communications contrôlée majoritairement par Cable & Wireless (52,6 %), avec Nynex (18,5 %) et Bell Canada International (14,2 %). Cette entité emploie 12 500 personnes, gère 1,2 million d'abonnés au téléphone, 580 000 clients au câble, et d'un ensemble de 45 franchises comportant 6 millions de foyers[9]. L'accord de fusion est finalisé en mars 1997.
- Décembre 1996 - La pression concurrentielle s'accroît en Grande-Bretagne. Le régulateur britannique met fin au duopole que possédait jusque-là BT et Mercury sur le marché des communications internationales[10] et accorde des licences d'exploitation à pas moins de 45 concurrents: AT&T, Colt, Teleglobe, MCI, Global One, ...
- Février 1997 - Cable & Wireless et Veba mettent fin à l'alliance qu'ils avaient conclue en juin 1995 dans le but de développer ensemble des activités en Allemagne et dans d'autres pays européens. Parmi les raisons invoquées figurent des divergences sur les priorités entre les deux sociétés. Cable & Wireless cherche maintenant à réduire son endettement et à se concentrer sur la réussite de la nouvelle entité Cable & Wireless Communications sur le marché britannique[11].

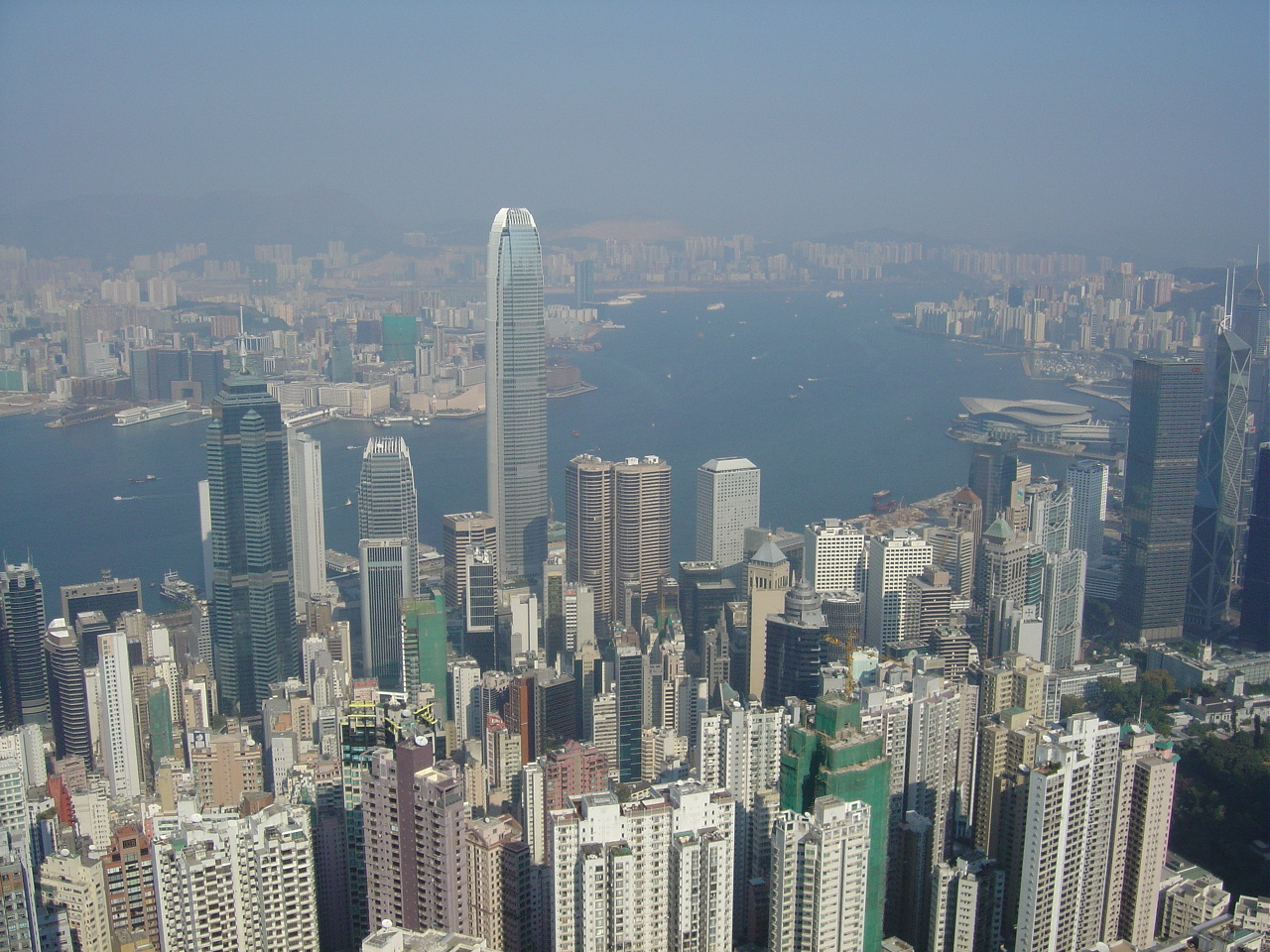
Cable & Wireless était majoritaire dans Hong Kong Telecom, principal opérateur à Hong Kong. A elle seule, cette filiale représentait un tiers de ses revenus et plus de 50 % de ses profits. La rétrocession de l'ancienne colonie à Pékin a mis fin à cette époque bénie

- Juin 1997 - Préparation du retour de l'ancienne colonie britannique de Hong Kong à la république populaire de Chine. Cable & Wireless est encore majoritaire (59,2 %) dans l'opérateur principal Hong-Kong Telecom, mais il doit négocier des aménagements avec les autorités de Pékin et amorcer un retrait progressif[12]. C&W tente en retour obtient d'être le premier opérateur étranger autorisé à pénétrer le marché chinois, marché promis à une belle expansion.
- Juillet 1997 - Cable & Wireless renforce ses positions en Asie. Il signe un accord avec BellSouth en vue de reprendre à l'opérateur américain sa participation de 24,5 % dans Optus, premier opérateur alternatif en Australie[13]. Cable & Wireless détient maintenant une participation de 49 % dans Optus. Sous certaines conditions, cet accord pourrait lui permettre de devenir majoritaire.
- Janvier 1998 - Cable & Wireless augmente sa participation dans l'opérateur israélien Bezeq, passe à 13 puis à 20 %. Par ailleurs, le groupe britannique réduit sa participation l'opérateur de téléphone mobile pakistanais Paktel dans lequel il était majoritaire[14].
- Mai 1998 - Cable & Wireless s'allie avec Telecom Italia afin de rapprocher leurs réseaux en Asie, en Europe et aux États-Unis et lui propose les 20 % qu'il détenait dans l'opérateur mobile français Bouygues Telecom[15]
- Mai 1998 - Cable & Wireless reprend à l'opérateur américain MCI (qui est en cours de fusion avec Worldcom et cherche à satisfaire les autorités européennes de la concurrence) son réseau dorsal Internet comprenant 15 000 points d'interconnexion ainsi que sa base de clients sur le marché de gros (1 300 FAI américains et internationaux) dans 76 pays[16].
- Novembre 1998 - Cable & Wireless invoque les troubles en cours au niveau de la direction de Telecom Italia pour mettre fin à l'alliance qu'il avait commencé à établir avec l'opérateur italien[17]. Quelques jours après, il annonce qu'il va bâtir son propre réseau à très haut débit en Europe (1 milliard de dollars d'investissement sur cinq ans) reliant une quarantaine de métropoles dans treize pays. Il compte utiliser ce réseau principalement pour offrir des services aux opérateurs et aux entreprises multinationales[18].

### Les années Graham Wallace (1999-2003)
Après avoir été pendant plus d'un siècle un opérateur généraliste aux quatre coins de l'ex-empire britannique, Cable & Wireless poursuit son recentrage sur le marché des services de télécommunications pour les entreprises. Il vend sa participation de 50 % dans le quatrième opérateur mobile britannique One 2 One à Deutsche Telekom, sa participation de 20 % dans Bouygues Telecom, son activité de pose de câbles sous-marins, ses activités grand public de Cable & Wireless Communications au câblo-opérateur concurrent NTL et enfin sa participation de 54 % dans Cable & Wireless HKT (anciennement Hongkong Telecom), qui a longtemps été pour le groupe une importante source de profit.
- Décembre 1998 - Départ du directeur général Dick Brown. Son adjoint, Richard Olsen, assure l'intérim. Il sera remplacé par Graham Wallace qui était auparavant à la tête de la filiale Cable & Wireless Communication.
- Avril 1999 - Cable & Wireless continue de se recentrer en vendant son activité de pose et de maintenance de câbles sous-marins à l'opérateur longue distance Global Crossing dans le cadre d'une transaction estimée à 550 millions de livres (836 millions d'euros).
- Mars 1999 - Cable & Wireless et MediaOne, actionnaires du quatrième opérateur mobile britannique One2One, annoncent qu'ils vont introduire en bourse cette entreprise ou bien la céder, par mise aux enchères. Ceci signifie que Cable & Wireless amorce son retrait du marché des services mobiles au Royaume-Uni.
- Mai 1999 - Cable & Wireless annonce qu'il prévoit d'investir 2 milliards de livres pour renforcer sa présence sur le marché des services de transmissions de données et des services aux entreprises, une activité qui représente déjà près de 73 % de son chiffre d'affaires total[19].
- Juin 1999 - Cable & Wireless prend le contrôle (53,1 %) de l'opérateur de services de télécommunications internationaux japonais International Digital Communications (IDC). Pour la première fois, une entreprise étrangère devient majoritaire au capital d'un opérateur nippon[20].
- Juin 1999 - Sur le marché français, Cable & Wireless parvient à un accord lui permettant de vendre au groupe Bouygues les 20 % qu'il détient dans Bouygues Telecom. Cable & Wireless cherchait depuis 1998 à se désengager de l'opérateur mobile français mais les négociations avaient été rendues compliquées en raison notamment de l'existence d'un pacte d'actionnaires contraignant[21].
- Juillet 1999 - Sur le marché britannique, Cable & Wireless sépare les activités de sa filiale Cable & Wireless Communications (CWC) et vend la partie « grand public » (télévision à péage et téléphone sur le câble) au câblo-opérateur concurrent NTL dans le cadre d'une transaction estimée à 8,3 milliards de livres (12,42 milliards d'euros). NTL, dont le principal actionnaire est France Télécom, acquiert ainsi des zones de franchises supplémentaires représentant près de 6 millions de foyers, dont 4,3 millions directement raccordables et 1,2 million de clients au total (50 % pour la télévision et la téléphonie, 354 000 pour le téléphone uniquement, 183 000 pour la télévision uniquement). NTL devient le principal concurrent de BT sur le segment grand public. Cable & Wireless conserve l'activité de services aux entreprises avec une part de marché au Royaume-Uni d'environ 15 %[22].
- Août 1999 - Deutsche Telekom rachète le quatrième opérateur mobile britannique One2One à Cable & Wireless et MediaOne[23].
- Octobre 1999 - Désengagement du marché israélien : Cable & Wireless vend au financier Gad Ze'evi la participation de 13 % qu'il détenait dans Bezeq, l'opérateur principal en Israel, dans le cadre d'une transaction estimée à 630 millions de dollars[24].
- Janvier 2000 - Effet d'annonce: le groupe britannique va de racheter simultanément 8 fournisseurs d'accès à Internet (FAI) spécialisés sur le marché des entreprises, en France, en Autriche, en Belgique, en Espagne, en Italie et en Suisse. En France, il s'agit de ISDnet, un FAI affichant un chiffre d'affaires de 120 millions de francs.
- Mars 2000 - Cable & Wireless cède sa participation de 54 % dans Cable & Wireless HKT (anciennement Hongkong Telecom), l'opérateur historique de l'ex-colonie britannique, à une jeune société, Pacific Century CyberWorks (PCCW), dans le cadre d'une transaction estimée à 38,1 milliard de dollars en numéraire et en actions[25].
- Mars 2001 - Invoquant une forte baisse du prix des services aux États-Unis et au Japon, la société baisse ses prévisions de profits et annonce un plan visant à supprimer 4 000 emplois sur un total de 34 000. Le cours de l'action dévisse en bourse[26]. Cession du premier opérateur alternatif australien Optus à Singapore Telecommunications (Singtel) pour 2,7 milliards de livres (4,3 milliards d'euros)[27].
- Novembre 2002 - Annonce d'une perte historique de 4,4 milliards de livres (7 milliards d'euros) principalement attribuables à d'importantes dépréciations d'actifs de « Global », la principale division de Cable & Wireless chargée des services de télécommunications pour les entreprises (elle représente environ 60 % du chiffre d'affaires total de la société)[28]. Le plan de restructuration prévoit 3 500 suppressions de postes supplémentaires, le désengagement du marché des services aux PME (États-Unis et Europe continentale), la fermeture d'un nombre important de centres d'hébergement Internet[29]. Le groupe réduit la voilure en cédant l'infrastructure réseau et les clients nationaux dans plusieurs pays européens (Belgique, Pays-Bas, Suisse, Suède, France...), ceci afin de se concentrer sur les services aux grandes entreprises multinationales.

### Les années Francesco Caio (2003 - ...)
En avril 2003, La pression des actionnaires s'accentue sur le Directeur Général, Graham Wallace, qui lui reprochent l'échec du plan de transformation de l'entreprise en société de services internet. Il quitte la société en janvier 2003. Son successeur, Francesco Caio, est connu en avril 2003.

### Les années 2010
Cable & Wireless plc devient Cable & Wireless Worldwide. Le 23 April 2012, Vodafone a annoncé l'accord d’acquisition de Cable & Wireless Worldwide pour un montant de £1.04 billion,,.